# Dolus-d’Oléron
Dolus-d’Oléron – miejscowość i gmina we Francji, w regionie Nowa Akwitania, w departamencie Charente-Maritime.
Według danych na rok 1990 gminę zamieszkiwało 2440 osób, a gęstość zaludnienia wynosiła 84 osób/km² (wśród 1467 gmin regionu Poitou-Charentes Dolus-d’Oléron plasuje się na 107. miejscu pod względem liczby ludności, natomiast pod względem powierzchni na miejscu 184.).